# Оронтобат (сатрап Мидии)
Оронтобат, также Оронтопат (др.-греч. Ὀρoντoβάτης, IV век до н. э.), — сатрап Мидии в промежутке между 316/315 и примерно 311 годом до н. э. О жизни Оронтобата известно немногое: Антигон назначил его сатрапом завоёванной провинции после Второй войны диадохов вместо Пифона, на этом посту Оронтобат продержался до завоевания провинции Селевком. Некоторые историки отождествляют Оронтобата, сатрапа Мидии, с одноимённым персидским военачальником.

## Биография

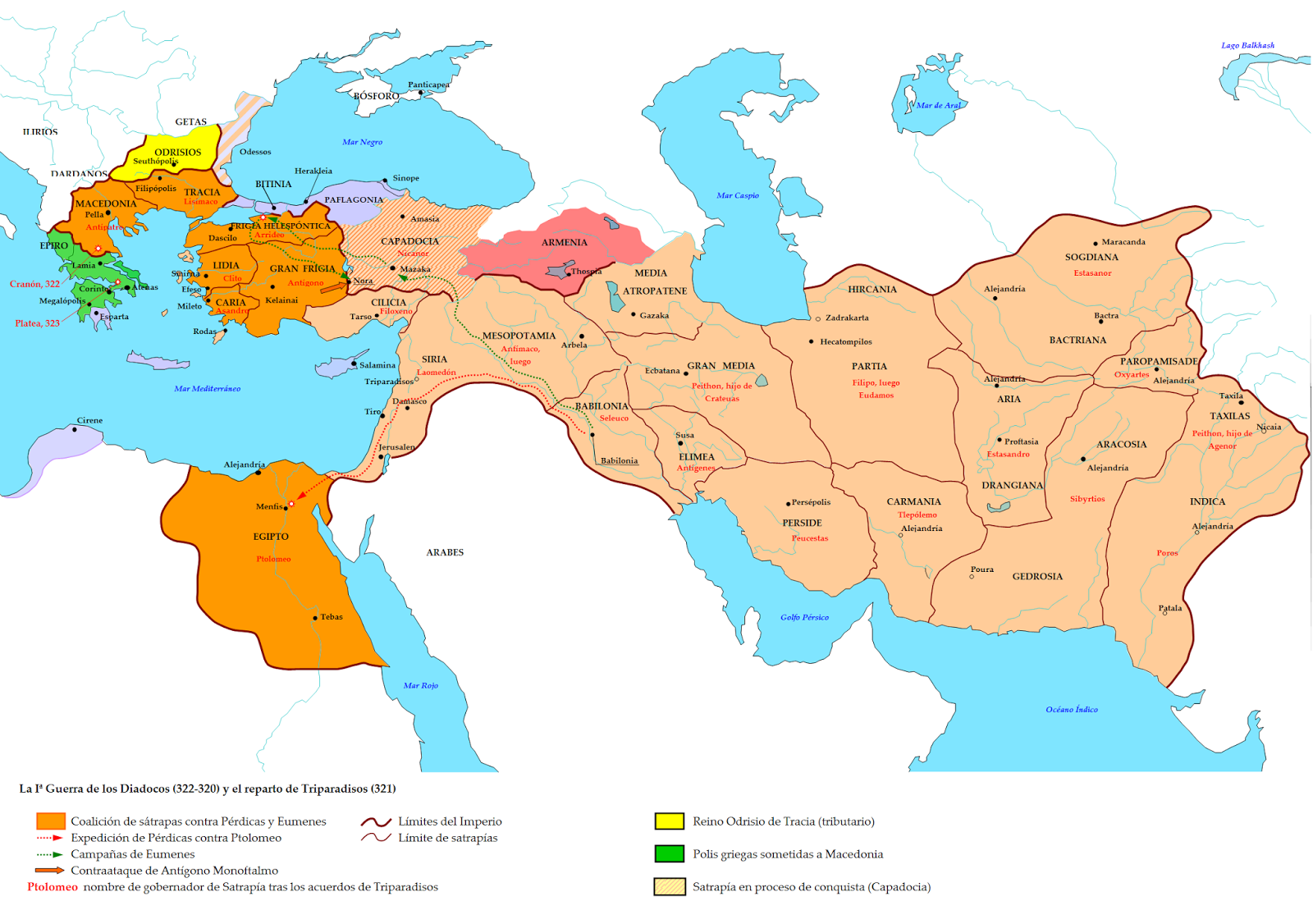
Ориентировочная карта сатрапий Македонской империи. Мидия расположена в центре и обозначена как «GRAN MEDIA»

Диодор Сицилийский назвал Оронтобата мидийцем. Предположительно, Оронтобат служил у сатрапа Мидии Пифона. После победы во Второй войне диадохов Антигон I Одноглазый начал «чистку» в завоёванных владениях; им были казнены сатрапы из числа бывших военачальников Александра. Пифон на тот момент был слишком влиятельным, поэтому Антигон сначала пообещал ему власть над Верхними сатрапиями, а затем вызвал к своему двору из Мидии, после чего обвинил в измене. Решение о казни бывшего телохранителя Александра и регента Македонской империи Пифона в 316/315 году до н. э. было проведено по всем правилам через войсковое собрание.
После казни Пифона Антигон назначил новым сатрапом Мидии Оронтобата. Р. Биллоуз отмечает, что назначение сатрапом местного уроженца, а не грека или македонянина, возможно, было частью политики Антигона по замирению важной и неспокойной провинции. Оронтобат из лагеря Антигона отправился в Мидию в сопровождении стратега Гиппострата с войском в 3500 наёмников. Такая мера была обусловлена популярностью Пифона в регионе, сторонники которого восстали после известия об его казни.
Диодор Сицилийский упоминает о поражении Гиппострата и Оронтобата от повстанцев под командованием Мелеагра, Менета и Окрана. Однако затем им удалось собрать силы и разгромить войско врага.
В историографии идёт дискуссия о распределении обязанностей между Оронтобатом и Никанором, которого также называют сатрапом Мидии. Диодор Сицилийский писал о Никаноре как о «стратеге Мидии» и «стратеге Мидии и Верхних сатрапий», Аппиан при изложении событий 312/311 года до н. э. — как о «сатрапе Мидии». По одной из версий, Никанор сменил Оронтобата на должности сатрапа Мидии. Р. Биллоуз отмечал, что должность «стратега Верхних сатрапий» была более высокой относительно «сатрапа Мидии», так как в ведении стратега находилось войско как в самой Мидии, так и в окружающих её провинциях. По мнению историка, Аппиан допустил ошибку в обозначении Никанора «стратегом Мидии». В. Хеккель высказал предположение, что Никанор заменил Гиппострата на посту «стратега Мидии». По одной из версий, Оронтобат оставался сатрапом Мидии вплоть до завоевания области примерно в 311 году до н. э. Селевком.
В. Хеккель также считал, что Оронтобат, сатрап Мидии, до поступления на службу к Антигону мог быть одноимённым персидским военачальником Дария III, который участвовал в битве при Гавгамелах 331 года до н. э. против Александра Македонского. Историк предположил, что на столь важную должность как сатрап центральной провинции Антигон не мог назначить человека без должного опыта. Г. Берве считал такую идентификацию не соответствующей действительности.

### Исследования
- Дройзен И. Г. История эллинизма. — Ростов-на-Дону: Феникс, 1995. — Т. 2. — 544 с. — ISBN 5-85880-079-3.
- Смирнов С. В. Пифон — наследник Александра в тени великих современников // Вестник древней истории. — М.: Наука, 2014a. — Вып. 290, № 3. — С. 31—46.
- Смирнов С. В. Пифон, Селевк и традиция Иеронима из Кардии // Мнемон. Исследования и публикации по истории античного мира: Сб. статей  / Под ред. проф. Э. Д. Фролова. — СПб., 2014b. — Вып. 14. — С. 161—170. — ISSN 1813-193X.
- Berve H. Orontopates // Paulys Realencyclopädie der classischen Altertumswissenschaft :  [нем.] / Georg Wissowa. — Stuttgart : J. B. Metzler’sche Verlagsbuchhandlung, 1939. — Bd. XVIII, 1. — Kol. 1167.
- Billows R. Antigonos the One-eyed and the Creation of the Hellenistic State (англ.). — Berkeley; Los Angeles; London: University of California Press, 1997. — ISBN 0-520-06378-3.
- Heckel W. Who's Who in the Age of Alexander and his Successors. From Chaironea to Ipsos (338—301 BC) (англ.). — Barnsley: Greenhill Books, 2021. — 554 p. — ISBN 978-1-78438-648-1.